# ADATS
Le système d'armes antiaérien et antichar (Air Defense Anti-Tank System, ADATS) est une plate-forme mobile de défense aérienne à basse altitude pouvant engager des objectifs variés. Le système ADATS a été conçu pour protéger les troupes mobiles et des installations. Ce système d'armes autonome est monté sur un véhicule chenillé (M113 A2) MOD et il peut opérer de jour comme de nuit et dans toutes les conditions. Il est utilisé uniquement par le Canada. 
L'ADATS est mis en œuvre par trois personnes (chauffeur, commandant de détachement/radariste, opérateur électro-optique) et 3 personnes de plus se trouvent dans le véhicule de soutien. Le véhicule ADATS dispose de huit missiles. Ces missiles volent à une vitesse de Mach 3+ et leur portée est de plus de huit kilomètres. Les capteurs comprennent un radar de recherche d'une portée de 25 km et un capteur de poursuite électro-optique incluant une TV et un radar thermique à balayage frontal (FLIR).

## Historique

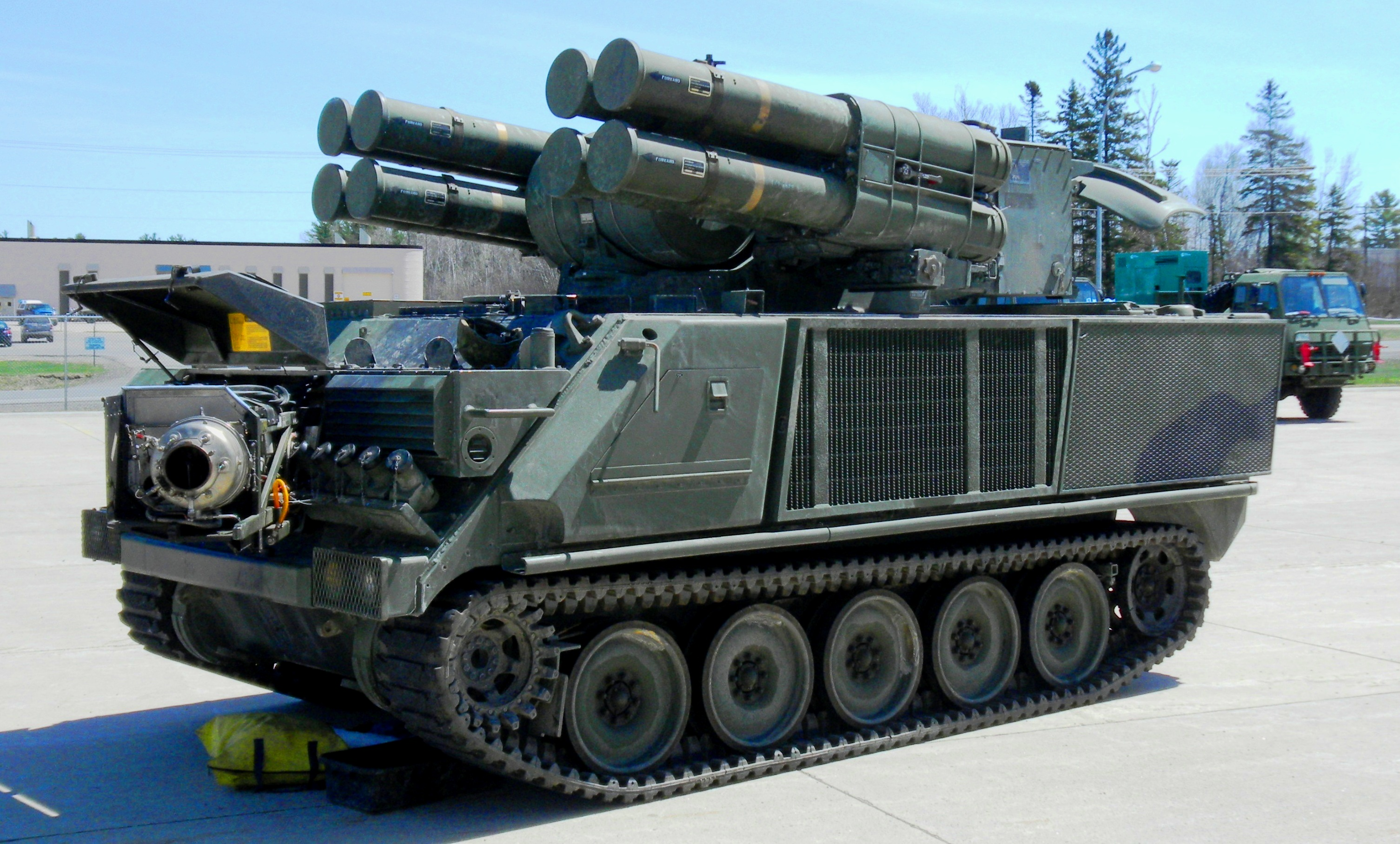
Système ADATS du 4e régiment de défense antiaérienne en 2011.

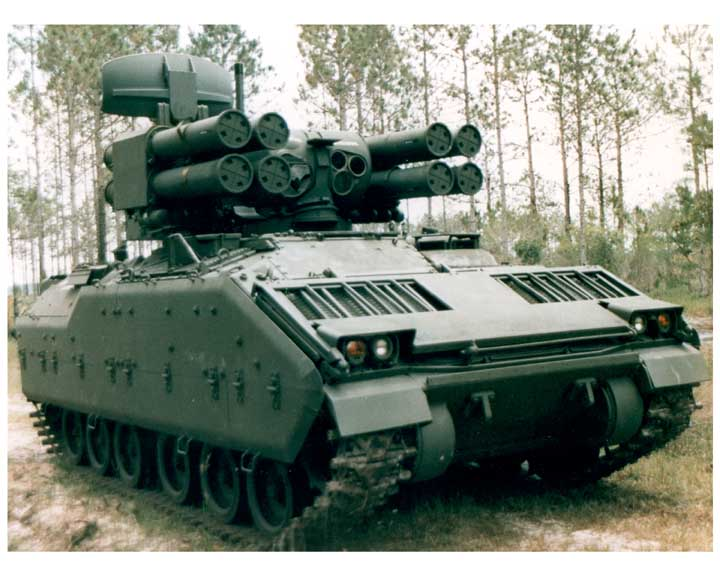
Système ADAT monté un châssis de M2 Bradley pour des essais effectués par Martin Marietta et Oerlikon aux États-Unis en 1987.

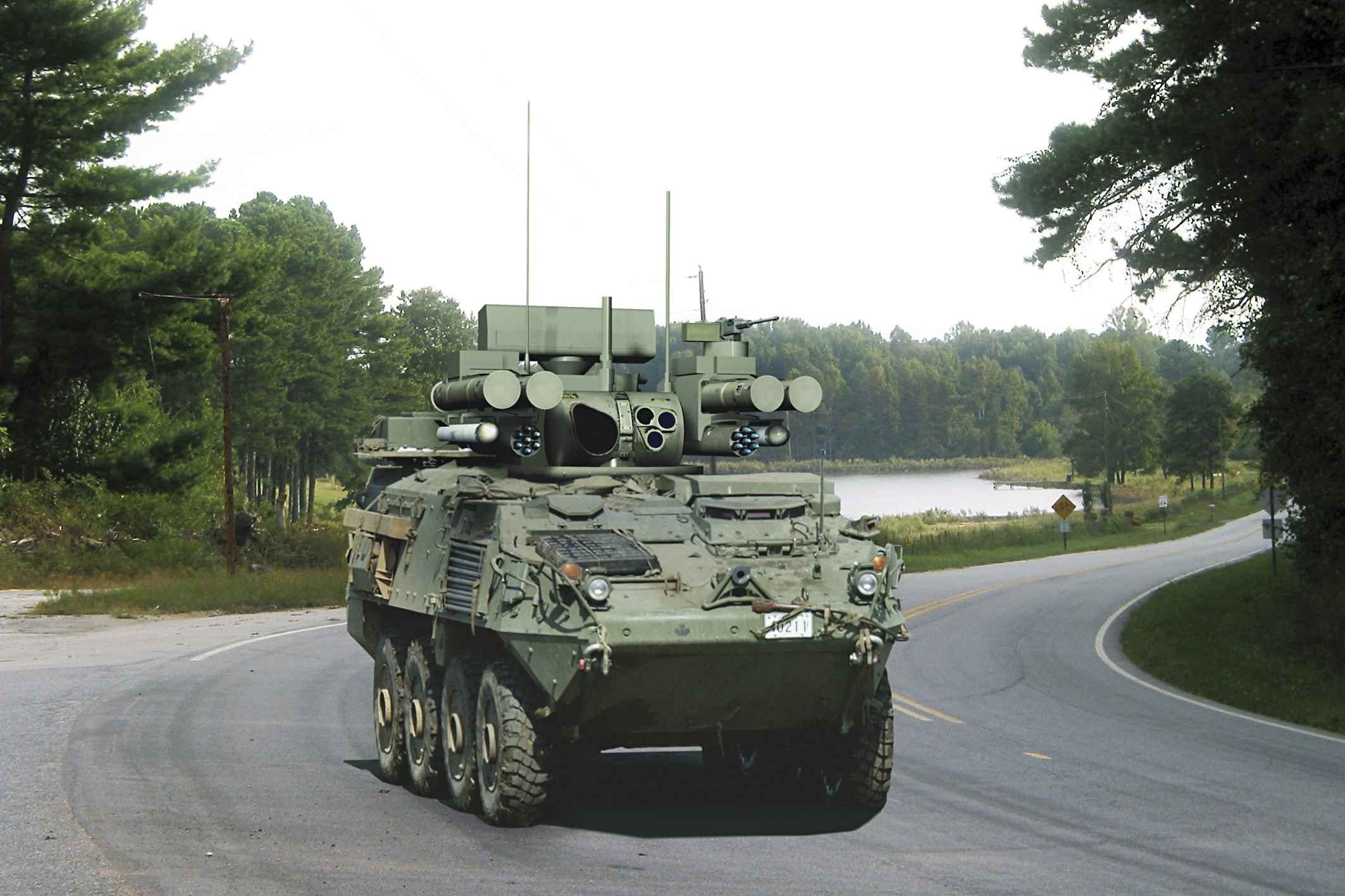
Image numérique du projet ' en 2006.

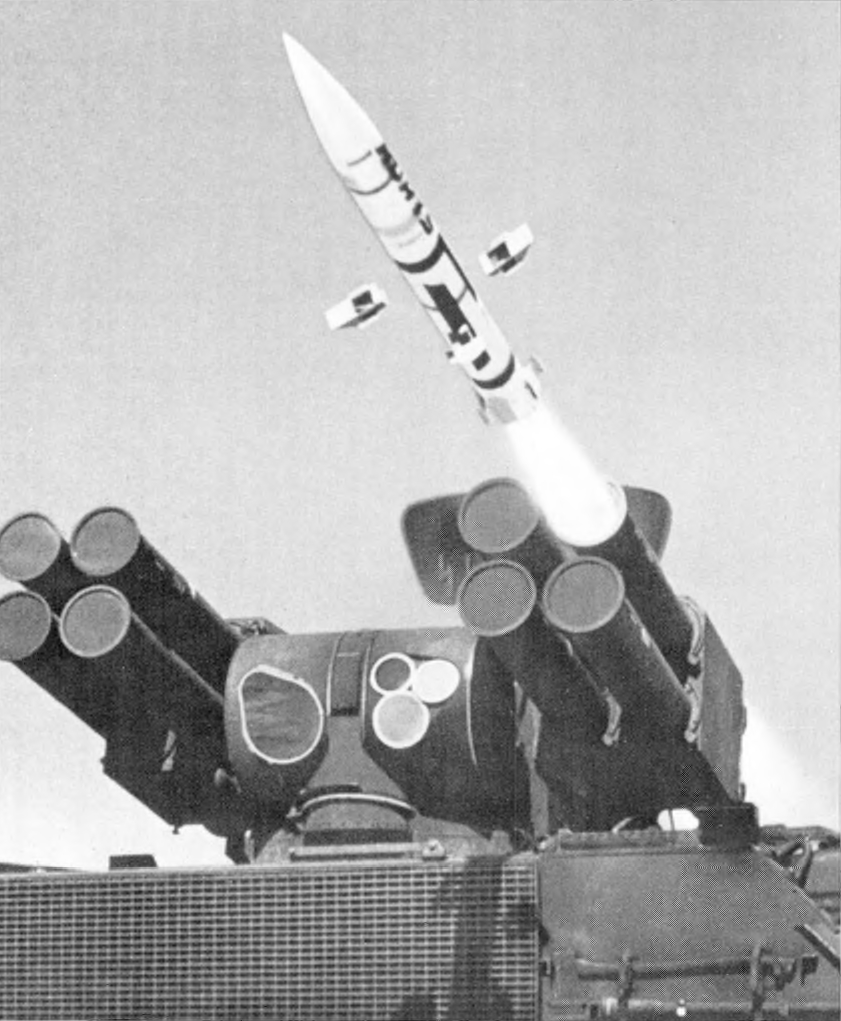
Tir d'un missile en 1987 au centre de lancement de White Sands.

Le système ADATS a été conçu par Oerlikon Contraves dans les années 1970 avec la collaboration de Martin Marietta qui conçoit le missile à partir de 1979.
Le premier tir d'essai a lieu en juin 1981.
36 exemplaires ont été achetés en 1986, pour un peu plus de 650 millions de dollars canadiens pour faire partie du Canadian Forces Low-Level Air Defence System (CF LLADS). 
Il est testé en 1987 aux États-Unis par Martin Marietta et Oerlikon sous la désignation MIM-146 et il était alors envisagé que l'US Army s'en équipe, un concept d'une version antiaérienne monté sur le châssis de char M1 Abrams, le M1 AGDS (Air Ground Defence System), est proposé en juillet 1993 avec une tourelle équipée de deux canons Bushmaster III (en) de 35 mm pilotés par radar ainsi que du système ADATS sans succès. 
En 1988, on estimait que ce projet créera environ 700 emplois au Canada dont 450 à Saint-Jean-sur-Richelieu.   
Ils entrent en service à partir de 1988 au sein du 4e Régiment de défense antiaérienne formé le 27 novembre 1987 - depuis renommé 4e Régiment d'artillerie antiaérienne le 15 avril 1995 puis simplement le 4e régiment d'artillerie (Appui général) dans les années 2010) - du Régiment royal de l'Artillerie canadienne et sont déployés en Allemagne de l'Ouest dans la base des Forces canadiennes Lahr et celle de CFB Baden–Soellingen (en), entre 1988 et 1992. Déclaré opérationnel en 1989, le dernier est livré en 1992. Environ 900 missiles ADATS sont construits.
La moitié des véhicules canadiens furent placés en stockage longue durée au milieu des années 1990. 
Entre septembre 2005 et novembre 2006, un projet visait à transformer 33 VBL III en Multi-Mission Effects Vehicle (en) avec une tourelle emportant quatre missiles ADATS, deux missiles sol-air IRIS-T et deux paniers de roquettes CRV7 (en). 
En 2007, les systèmes ADATS des batteries du 4e Régiment de défense antiaérienne se trouvent à Moncton et à Gagetown, ainsi qu'à l'École de l'artillerie royale canadienne, à Gagetown.
En octobre 2009, une enquête journalistique révèle que le système ADATS acquis par les forces canadiennes au coût de 1,1 milliard de dollars canadiens au début des années 1990 n'a jamais été déployé en opérations extérieures. Ce système d'arme a été retiré du service le 31 mars 2011,.
La force aérienne royale thaïlandaise a également un ou deux systèmes fixes sur un conteneur.

## Caractéristiques du missile
- 8 missiles ADATS par lanceur
- vitesse : Mach 3
- portée : 10 km
- plafond : 7 000 m
- longueur: 2,05 m
- diamètre: 152 mm

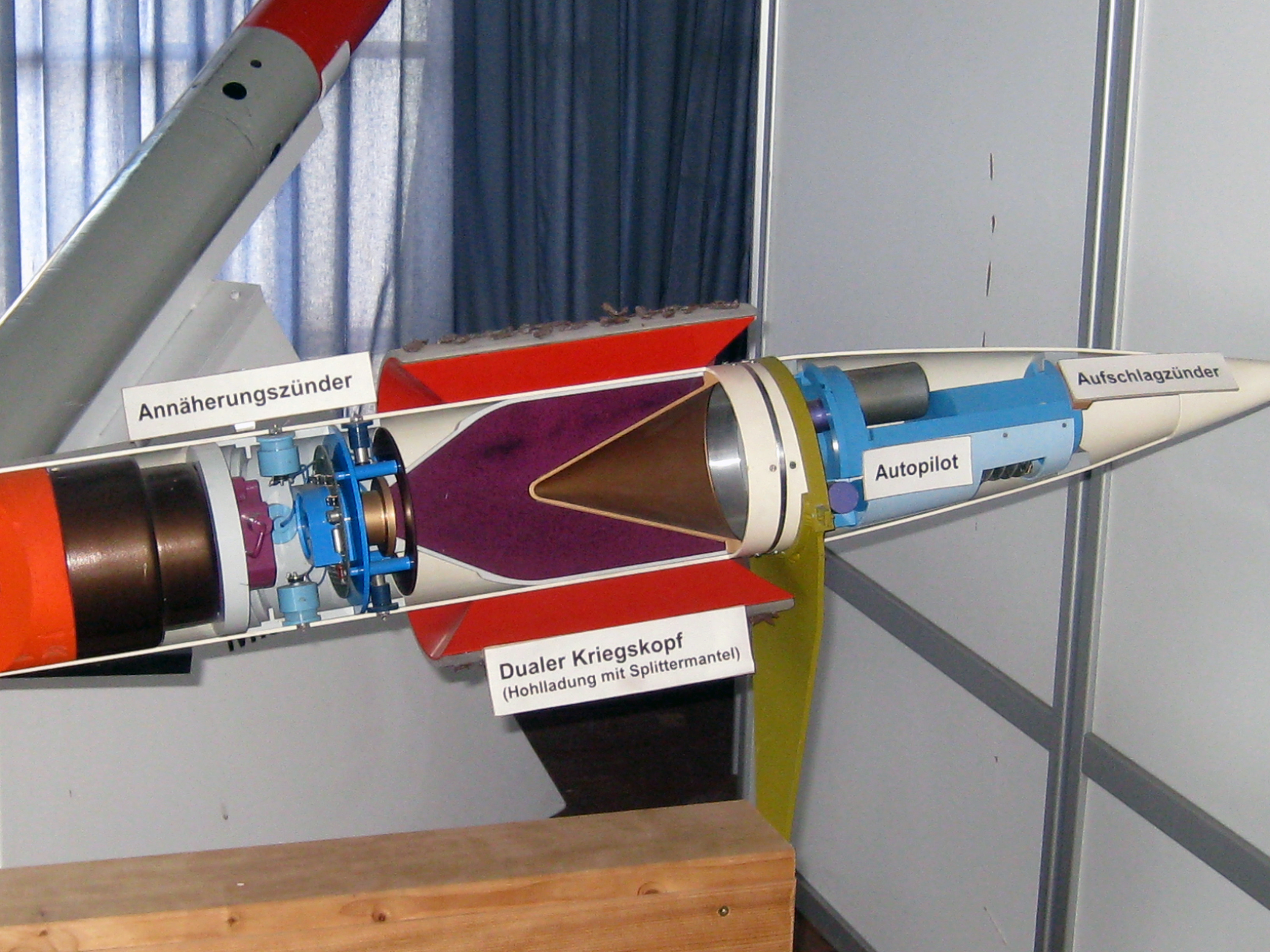
Coupe d'un missile exposé au Schweizerisches Militärmuseum Full (Suisse)

- Masse au lancement : environ 51 kg
- Ogive : ogive brisante à fragmentation/charge creuse de 12,5 kg
- fusée percutante et de proximité.
- Pouvoir de perforation : 900 mm de blindage
- Capteurs : radar Doppler à impulsions (portée de 25 km), dispositif /électro-optique avec TV et FLIR
- Guidage : laser avec codage numérique